# Julien Lorcy
Julien Lorcy (* 12. April 1972 in Bezons, Département Val-d’Oise) ist ein ehemaliger französischer Profiboxer und zweimaliger WBA-Weltmeister im Leichtgewicht.
Sein Bruder Pierre Lorcy war ebenfalls Profiboxer und Französischer Meister.

## Amateurkarriere
Julien Lorcy begann 1982 in Courbevoie mit dem Boxsport und gewann 65 von 69 Amateurkämpfen. Er wurde 1991 Französischer Meister im Federgewicht und verlor erst im Viertelfinale der Weltmeisterschaft desselben Jahres gegen den Deutschen Marco Rudolph.
Im März 1992 gewann er mit Siegen gegen Thomas Damgaard aus Dänemark, Giuseppe Pasquini aus Italien, Tontscho Tontschew aus Bulgarien und Dariusz Snarski aus Polen die europäische Olympiaqualifikation im Leichtgewicht und startete daraufhin bei den Olympischen Sommerspielen 1992 in Barcelona. Dort besiegte er in den Vorrunden den Marokkaner Kamal Marjouane und den Japaner Shigeyuki Dobashi, ehe er im Viertelfinale mit 10:13 erneut gegen Marco Rudolph unterlag.

## Profikarriere
Lorcy, der seinen ersten Profikampf bereits im Mai 1991 bestritten hatte, wurde nach den Olympischen Spielen endgültig Profi. Sein Trainer und Manager war sein Vater Daniel Lorcy, darüber hinaus wurde er unter anderem auch von Jean Molina betreut.
Er blieb in 40 Kämpfen ungeschlagen und wurde im November 1996 EBU-Europameister im Superfedergewicht. 1997 boxte er zweimal um den vakanten WBO-Weltmeistertitel im Superfedergewicht, erreichte jedoch beide Male ein Unentschieden gegen Arnulfo Castillo. Bei einem dritten Anlauf im Mai 1998 verlor er dann knapp durch Mehrheitsentscheidung nach Punkten gegen Anatoli Alexandrow.
Am 10. April 1999 gewann er schließlich im Palais Omnisports de Paris-Bercy den WBA-Weltmeistertitel im Leichtgewicht durch einen TKO-Sieg in der sechsten Runde gegen Jean-Baptiste Mendy, verlor diesen jedoch in der ersten Verteidigung am 7. August 1999 durch eine knappe Punktniederlage an den Italiener Stefano Zoff.
Im Anschluss gewann er wieder acht Kämpfe in Folge und wurde dabei im Januar 2000 EBU-Europameister im Leichtgewicht. Den WBA-Weltmeistertitel im Leichtgewicht gewann er erneut am 1. Juli 2001 in der Saitama Super Arena durch einen einstimmigen Punktsieg gegen den Japaner Takanori Hatakeyama, verlor den Gürtel jedoch ebenfalls im ersten Verteidigungskampf am 8. Oktober 2001 durch eine Mehrheitsentscheidung nach Punkten an den Argentinier Raúl Horacio Balbi.
Nach sieben Siegen konnte er am 4. November 2004 im SBC Center von San Antonio erneut um den WBA-Weltmeistertitel im Leichtgewicht boxen, verlor jedoch einstimmig gegen den US-Amerikaner Juan Díaz.
Im Anschluss beendete er seine Karriere und wurde Sportkommentator beim französischen Fernsehen.